# Sturmsegel

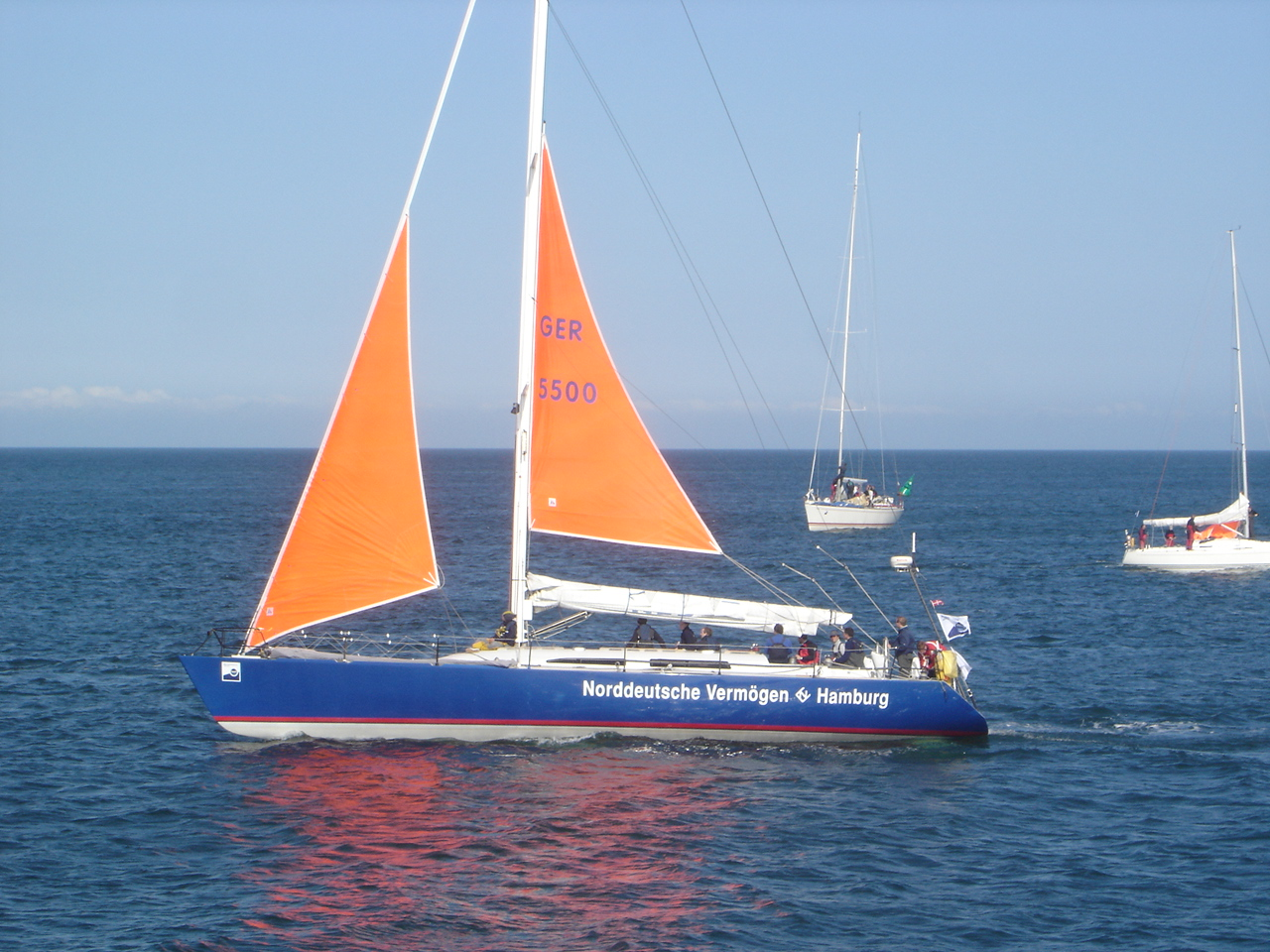
Ein Segelschiff mit Sturmfock und Trysegel in leuchtendem Orange. Die Segel wurden hier gesetzt, um vor dem Start zum Pantaenius Rund Skagen Race beim Durchsegeln eines Gates der Rennleitung zu zeigen, dass man die Notausrüstung an Bord hat. (Bestandteil der Rennanweisung)

Sturmsegel werden auf Segelschiffen und Segelyachten bei aufkommendem Sturm eingesetzt. Es sind üblicherweise die kleinsten aber stärksten Segel an Bord und sie werden gesetzt, wenn die normalen Segel – bei einer modernen Slup also Fock bzw. Genua und Großsegel – nicht mehr weiter gerefft werden können. Die Sturmbesegelung besteht üblicherweise aus:
- Sturmfock, starke, kleine Fock, die anstelle des Vorsegels gesetzt wird. Es gibt Varianten, die als Überzug über die aufgerollte Fock gezogen werden können, damit diese nicht im zunehmenden Wind abgeschlagen (d. h. entfernt) werden muss. Letzteres ist für die Crew besonders gefährlich.
- Trysegel, starkes, kleines dreieckiges Segel, das anstelle des Großsegels gesetzt werden kann. Anders als das Groß wird es üblicherweise mit zwei Schoten frei gefahren und nicht am Baum befestigt.

Sturmfock und Trysegel werden oft in leuchtendem Orange hergestellt, damit das in den Wellen tanzende Boot für andere Schiffe gut sichtbar bleibt. Dies ist insbesondere auch gegenüber der Großschifffahrt wichtig, denn ein Schiff, das mit dem Sturm und den Wellen zu kämpfen hat, ist nicht mehr beliebig manövrierfähig.
Gerade weil die Sturmsegel oft anders angeschlagen werden als die üblichen Segel, ist es wichtig, ihren Einsatz vorgängig zu üben. Denn bei eintreffendem Sturm kann es dafür zu spät sein, insbesondere auch, wenn dann noch erschwerte Bedingungen wie Seekrankheit der Crew oder Dunkelheit dazu kommen.
Wenn der Sturm so stark wird, dass auch das Tragen der Sturmbesegelung nicht mehr möglich ist, bleiben als Sturmtaktiken meist nur noch das Lenzen vor Topp und Takel (das Segeln ganz ohne Segel) oder das Einsetzen eines Treibankers. 